# Cyclidinus lugubris
Cyclidinus lugubris är en skalbaggsart som beskrevs av John Obadiah Westwood 1874. Cyclidinus lugubris ingår i släktet Cyclidinus och familjen Cetoniidae. Inga underarter finns listade i Catalogue of Life.